# Palais Selb

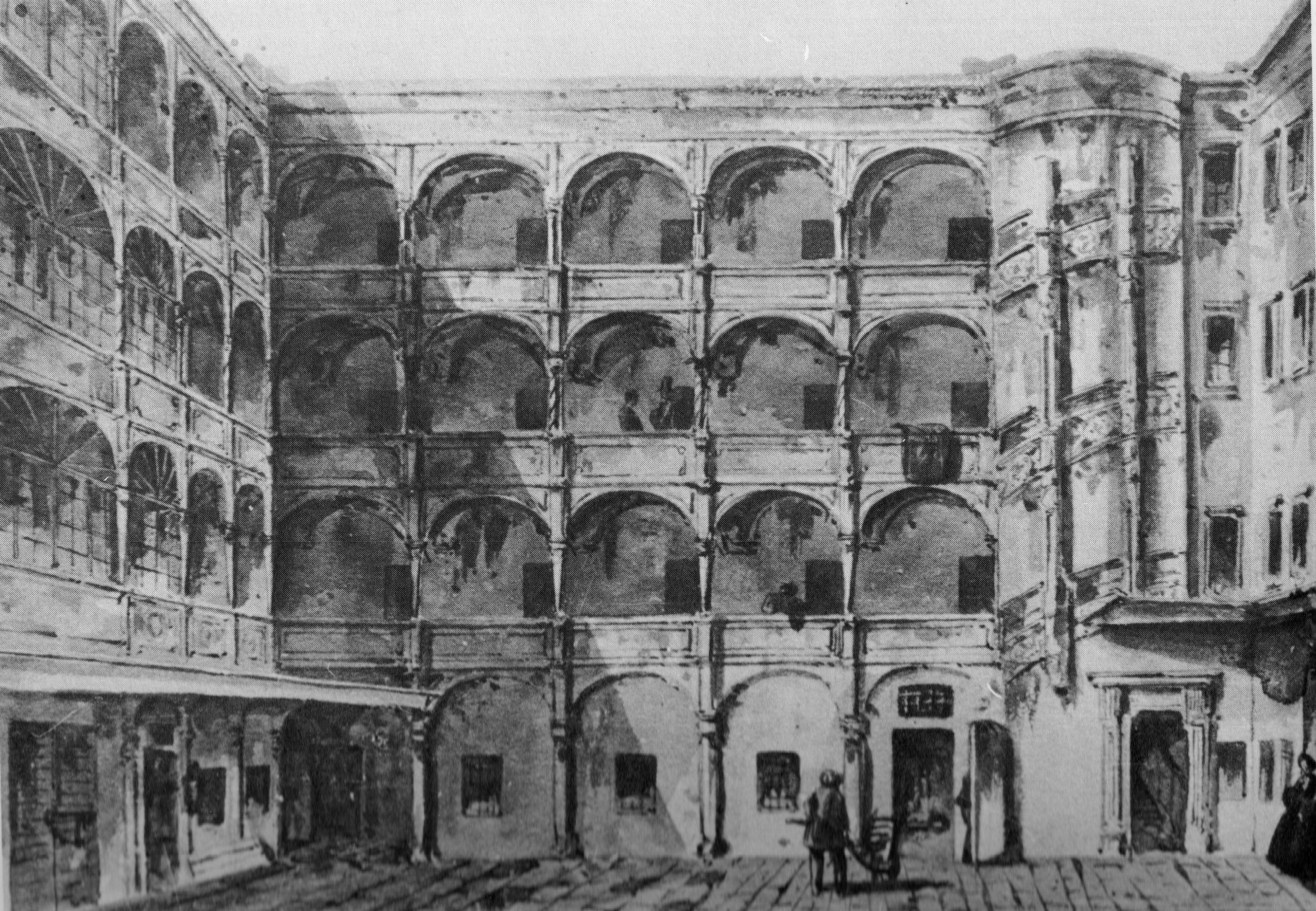
Arkadenhof des Palais Selb

Das Palais Selb in Wien (Graben Nr. 14, Ecke Bräunerstraße) war ein nach 1566 errichtetes, äußerlich unscheinbares aber mit prachtvollem Renaissancehof ausgestattetes Haus in der Wiener Altstadt.
Der prächtige Arkadenhof mit Schneckenstiege galt als Sehenswürdigkeit. Der Name Selb'sches Palais rührt daher, dass sich das Haus ab 1673 etwa 100 Jahre lang in der Familie des Johann Gabriel Freiherr von Selb, Dekan der juristischen Fakultät der Universität Wien vererbte. Vom Balkon des ersten Stockwerks dieses Hauses wurde 1804 der Beschluss Franz I., sich zum Kaiser von Österreich zu proklamieren, verkündet. Anfang der 1870er Jahre kaufte eine Wiener Baugesellschaft das Gebäude. Es wurde gemeinsam mit seinem Nachbarhaus, Nr. 15, abgerissen und 1874 stattdessen der Grabenhof errichtet. 